# Cantarell
Cantarell — шрифт, используемый по умолчанию и поставляемый с пользовательским интерфейсом в среде GNOME, начиная с версии 3.0, заменив тем самым Bitstream Vera. Шрифт начал разрабатываться Дэйвом Кросслендом в 2009 году.

## История
Cantarell был изначально спроектирован Дэйвом в ходе своего обучения шрифтовому дизайну в университете Рединга. В 2010 шрифты были выбраны GNOME для использования в версии 3.0, а исходный код перемещен в git-хранилище GNOME. Шрифты поддерживаются там, принимая дополнения взносы от сообщества дизайнеров, в том числе от Якуба Штейнера и Пуджи Саксена. Саксену поставлена задача совершенствования рисунка и языковой поддержки.

## Распространение
Дистрибутивы Linux с интерфейсом GNOME 3 включают эту гарнитуру по умолчанию, например, Fedora. Google включает его в каталог, делая доступным для использования в веб-сайтах.